# Giải bóng đá Ngoại hạng Anh 2020–21
Giải bóng đá Ngoại hạng Anh 2020–21 (Premier League 2020-21) là mùa giải thứ 29 của Giải bóng đá Ngoại hạng Anh, giải đấu chuyên nghiệp hàng đầu nước Anh dành cho các câu lạc bộ bóng đá kể từ khi giải được thành lập vào năm 1992. Liverpool là đương kim vô địch sau khi giành được chức vô địch quốc gia thứ 19 của họ. Mùa giải ban đầu dự kiến được khởi tranh vào ngày 8 tháng 8, nhưng đã bị lùi lịch đến ngày 12 tháng 9 như là hậu quả của việc trì hoãn ngày kết thúc của mùa giải trước do đại dịch COVID-19.
Như kế hoạch ban đầu, mùa giải 2020-21 là mùa giải Premier League thứ hai có quãng nghỉ giữa mùa vào tháng 2, nơi mà 5 trong số 10 trận đấu của một vòng đấu diễn ra vào cuối tuần đầu tiên và 5 trận đấu còn lại được diễn ra vào cuối tuần tiếp theo. Tuy nhiên, do giải đấu bắt đầu muộn và lịch thi đấu dày đặc, quãng nghỉ đông bị loại bỏ. Đây cũng là mùa giải Premier League thứ hai sử dụng công nghệ VAR.
Manchester City vô địch Premier League lần thứ năm và là danh hiệu vô địch quốc gia Anh thứ bảy sớm ba vòng đấu; đây cũng là danh hiệu thứ ba của câu lạc bộ trong bốn mùa giải gần đây.

## Tác động của đại dịch COVID-19
Tại thời điểm đầu mùa giải, cũng như trường hợp ở cuối mùa giải trước, ngoài nhân sự và ban điều hành của mỗi đội, sẽ giới hạn hoặc không có khán giả từ người hâm mộ trong sân vận động. Vào ngày 23 tháng 11 năm 2020, thông báo được đưa ra rằng một số người hâm mộ sẽ được cho phép trở lại sân vận động ở những khu vực nguy cơ thấp sau khi kết thúc lệnh phong toả toàn quốc vào ngày 2 tháng 12 năm 2020. Mặc dù vậy, thông báo về việc phong toả toàn quốc lần thứ ba vào ngày 4 tháng 1 năm 2021 báo hiệu sự trở lại của các trận đấu được diễn ra đằng sau những cánh cửa đóng kín. Vào ngày 22 tháng 2 năm 2021, Thủ tướng Boris Johnson thông báo về bước thứ ba trong quá trình khôi phục từ lệnh phong toả được áp đặt vào ngày 4 tháng 1 rằng tuỳ thuộc vào các tiêu chí đạt được về vaccine, tỷ lệ lây nhiễm và các chủng virus corona mới, các sân vận động lớn được cho phép mở cửa trở lại vào ngày 17 tháng 5 với tối đa là 10.000 khán giả.

## Các đội bóng
20 đội bóng cạnh tranh tại giải đấu – 17 đội đứng đầu của mùa giải trước và 3 đội thăng hạng từ Championship. Các đội thăng hạng là Leeds United, West Bromwich Albion và Fulham, sau khi vắng mặt ở hạng đấu cao nhất lần lượt là 16 năm, 2 năm và 1 năm. Họ thay thế Bournemouth, Watford (cả hai đội xuống hạng sau 5 năm ở hạng đấu cao nhất), và Norwich City (xuống hạng chỉ sau 1 năm trở lại ở hạng đấu cao nhất).

### Sân vận động và địa điểm
Ghi chú: Bảng liệt kê theo thứ tự bảng chữ cái.
| Đội                     | Địa điểm            | Sân vận động                      | Sức chứa |
| ----------------------- | ------------------- | --------------------------------- | -------- |
| Arsenal                 | London (Holloway)   | Sân vận động Emirates             | 60,704   |
| Aston Villa             | Birmingham          | Sân vận động Villa Park           | 42,785   |
| Brighton & Hove Albion  | Brighton            | Sân vận động Falmer               | 30,750   |
| Burnley                 | Burnley             | Sân vận động Turf Moor            | 21,944   |
| Chelsea                 | London (Fulham)     | Sân vận động Stamford Bridge      | 40,834   |
| Crystal Palace          | London (Selhurst)   | Sân vận động Selhurst Park        | 25,486   |
| Everton                 | Liverpool (Walton)  | Sân vận động Goodison Park        | 39,414   |
| Fulham                  | London (Fulham)     | Sân vận động Craven Cottage       | 19,000   |
| Leeds United            | Leeds               | Sân vận động Elland Road          | 37,890   |
| Leicester City          | Leicester           | Sân vận động King Power           | 32,312   |
| Liverpool               | Liverpool (Anfield) | Sân vận động Anfield              | 53,394   |
| Manchester City         | Manchester          | Sân vận động Thành phố Manchester | 55,097   |
| Manchester United       | Old Trafford        | Sân vận động Old Trafford         | 74,879   |
| Newcastle United        | Newcastle upon Tyne | Sân vận động St James' Park       | 52,388   |
| Sheffield United        | Sheffield           | Sân vận động Bramall Lane         | 32,125   |
| Southampton             | Southampton         | Sân vận động St Mary's            | 32,505   |
| Tottenham Hotspur       | London (Tottenham)  | Sân vận động Tottenham Hotspur    | 62,303   |
| West Bromwich Albion    | West Bromwich       | Sân vận động The Hawthorns        | 26,850   |
| West Ham United         | London (Stratford)  | Sân vận động London               | 60,000   |
| Wolverhampton Wanderers | Wolverhampton       | Sân vận động Molineux             | 32,050   |

### Nhân sự và trang phục
| Đội                     | Huấn luyện viên                | Đội trưởng                | Nhà sản xuất trang phục | Nhà tài trợ áo đấu (ngực áo)  | Nhà tài trợ áo đấu (tay áo) |
| ----------------------- | ------------------------------ | ------------------------- | ----------------------- | ----------------------------- | --------------------------- |
| Arsenal                 | Mikel Arteta                   | Pierre-Emerick Aubameyang | Adidas                  | Emirates                      | Visit Rwanda                |
| Aston Villa             | Dean Smith                     | Jack Grealish             | Kappa                   | Cazoo                         | LT                          |
| Brighton & Hove Albion  | Graham Potter                  | Lewis Dunk                | Nike                    | American Express              | SnickersUK.com              |
| Burnley                 | Sean Dyche                     | Ben Mee                   | Umbro                   | LoveBet                       | LoveBet                     |
| Chelsea                 | Thomas Tuchel                  | César Azpilicueta         | Nike                    | Three                         | Hyundai                     |
| Crystal Palace          | Roy Hodgson                    | Luka Milivojević          | Puma                    | W88                           | Iqoniq                      |
| Everton                 | Carlo Ancelotti                | Séamus Coleman            | Hummel                  | Cazoo                         | TBA                         |
| Fulham                  | Scott Parker                   | Tom Cairney               | Adidas                  | BetVictor                     | ClearScore                  |
| Leeds United            | Marcelo Bielsa                 | Liam Cooper               | Adidas                  | SBOTOP                        | JD Sports                   |
| Leicester City          | Brendan Rodgers                | Wes Morgan                | Adidas                  | Tourism Authority of Thailand | Bia Saigon                  |
| Liverpool               | Jürgen Klopp                   | Jordan Henderson          | Nike                    | Standard Chartered            | Expedia                     |
| Manchester City         | Pep Guardiola                  | Fernandinho               | Puma                    | Etihad Airways                | Nexen Tire                  |
| Manchester United       | Ole Gunnar Solskjær            | Harry Maguire             | Adidas                  | Chevrolet                     | Kohler                      |
| Newcastle United        | Steve Bruce                    | Jamaal Lascelles          | Puma                    | FUN88                         | ICM.com                     |
| Sheffield United        | Paul Heckingbottom (tạm quyền) | Billy Sharp               | Adidas                  | Union Standard Group          | Union Standard Group        |
| Southampton             | Ralph Hasenhüttl               | James Ward-Prowse         | Under Armour            | Sportsbet.io                  | Virgin Media                |
| Tottenham Hotspur       | Ryan Mason (tạm quyền)         | Hugo Lloris               | Nike                    | AIA                           | Cinch                       |
| West Bromwich Albion    | Sam Allardyce                  | Jake Livermore            | Puma                    | Ideal Boilers                 | 12BET                       |
| West Ham United         | David Moyes                    | Mark Noble                | Umbro                   | Betway                        | Scope Markets               |
| Wolverhampton Wanderers | Nuno Espírito Santo            | Conor Coady               | Adidas                  | ManBetX                       | Aeroset                     |

### Sự thay đổi huấn luyện viên
| Đội                  | Huấn luyện viên đi | Lý do rời đi       | Ngày rời đi          | Vị trí ở bảng xếp hạng | Huấn luyện viên đến            | Ngày bổ nhiệm        |
| -------------------- | ------------------ | ------------------ | -------------------- | ---------------------- | ------------------------------ | -------------------- |
| West Bromwich Albion | Slaven Bilić       | Bị sa thải         | 16 tháng 12 năm 2020 | Thứ 19                 | Sam Allardyce                  | 16 tháng 12 năm 2020 |
| Chelsea              | Frank Lampard      | Bị sa thải         | 25 tháng 1 năm 2021  | Thứ 9                  | Thomas Tuchel                  | 26 tháng 1 năm 2021  |
| Sheffield United     | Chris Wilder       | Hai bên đồng thuận | 13 tháng 3 năm 2021  | Thứ 20                 | Paul Heckingbottom (tạm quyền) | 13 tháng 3 năm 2021  |
| Tottenham Hotspur    | José Mourinho      | Bị sa thải         | 19 tháng 4 năm 2021  | Thứ 7                  | Ryan Mason (tạm quyền)         | 19 tháng 4 năm 2021  |

## Bảng xếp hạng
| VT | Đội                      | ST | T  | H  | B  | BT | BB | HS  | Đ  | Giành quyền tham dự hoặc xuống hạng            |
| -- | ------------------------ | -- | -- | -- | -- | -- | -- | --- | -- | ---------------------------------------------- |
| 1  | Manchester City (C)      | 38 | 27 | 5  | 6  | 83 | 32 | +51 | 86 | Lọt vào vòng bảng Champions League             |
| 2  | Manchester United        | 38 | 21 | 11 | 6  | 73 | 44 | +29 | 74 | Lọt vào vòng bảng Champions League             |
| 3  | Liverpool                | 38 | 20 | 9  | 9  | 68 | 42 | +26 | 69 | Lọt vào vòng bảng Champions League             |
| 4  | Chelsea                  | 38 | 19 | 10 | 9  | 58 | 36 | +22 | 67 | Lọt vào vòng bảng Champions League             |
| 5  | Leicester City           | 38 | 20 | 6  | 12 | 68 | 50 | +18 | 66 | Lọt vào vòng bảng Europa League                |
| 6  | West Ham United          | 38 | 19 | 8  | 11 | 62 | 47 | +15 | 65 | Lọt vào vòng bảng Europa League                |
| 7  | Tottenham Hotspur        | 38 | 18 | 8  | 12 | 68 | 45 | +23 | 62 | Lọt vào vòng play-off Europa Conference League |
| 8  | Arsenal                  | 38 | 18 | 7  | 13 | 55 | 39 | +16 | 61 |                                                |
| 9  | Leeds United             | 38 | 18 | 5  | 15 | 62 | 54 | +8  | 59 |                                                |
| 10 | Everton                  | 38 | 17 | 8  | 13 | 47 | 48 | −1  | 59 |                                                |
| 11 | Aston Villa              | 38 | 16 | 7  | 15 | 55 | 46 | +9  | 55 |                                                |
| 12 | Newcastle United         | 38 | 12 | 9  | 17 | 46 | 62 | −16 | 45 |                                                |
| 13 | Wolverhampton Wanderers  | 38 | 12 | 9  | 17 | 36 | 52 | −16 | 45 |                                                |
| 14 | Crystal Palace           | 38 | 12 | 8  | 18 | 41 | 66 | −25 | 44 |                                                |
| 15 | Southampton              | 38 | 12 | 7  | 19 | 47 | 68 | −21 | 43 |                                                |
| 16 | Brighton & Hove Albion   | 38 | 9  | 14 | 15 | 40 | 46 | −6  | 41 |                                                |
| 17 | Burnley                  | 38 | 10 | 9  | 19 | 33 | 55 | −22 | 39 |                                                |
| 18 | Fulham (R)               | 38 | 5  | 13 | 20 | 27 | 53 | −26 | 28 | Xuống hạng đến EFL Championship                |
| 19 | West Bromwich Albion (R) | 38 | 5  | 11 | 22 | 35 | 76 | −41 | 26 | Xuống hạng đến EFL Championship                |
| 20 | Sheffield United (R)     | 38 | 7  | 2  | 29 | 20 | 63 | −43 | 23 | Xuống hạng đến EFL Championship                |

1. ↑  Vì đội vô địch của Cúp FA 2020-21, Leicester City, đã lọt vào đấu trường châu Âu dựa trên vị trí bảng xếp hạng, suất dự vòng bảng Europa League dành cho đội vô địch Cúp FA được chuyển qua cho đội đứng thứ sáu.
2. ↑  Vì đội vô địch của Cúp EFL 2020-21, Manchester City, đã lọt vào đấu trường châu Âu dựa trên vị trí bảng xếp hạng, suất dự Europa Conference League dành cho đội vô địch Cúp EFL được chuyển qua cho đội bóng Premier League có thứ hạng cao nhất mà chưa lọt vào đấu trường châu Âu, chính là đội đứng thứ bảy.

## Kết quả
| Nhà \ Khách             | ARS | AVL | BHA | BUR | CHE | CRY | EVE | FUL | LEE | LEI | LIV | MCI | MUN | NEW | SHU | SOU | TOT | WBA | WHU | WOL |
| ----------------------- | --- | --- | --- | --- | --- | --- | --- | --- | --- | --- | --- | --- | --- | --- | --- | --- | --- | --- | --- | --- |
| Arsenal                 | —   | 0–3 | 2–0 | 0–1 | 3–1 | 0–0 | 0–1 | 1–1 | 4–2 | 0–1 | 0–3 | 0–1 | 0–0 | 3–0 | 2–1 | 1–1 | 2–1 | 3–1 | 2–1 | 1–2 |
| Aston Villa             | 1–0 | —   | 1–2 | 0–0 | 2–1 | 3–0 | 0–0 | 3–1 | 0–3 | 1–2 | 7–2 | 1–2 | 1–3 | 2–0 | 1–0 | 3–4 | 0–2 | 2–2 | 1–3 | 0–0 |
| Brighton & Hove Albion  | 0–1 | 0–0 | —   | 0–0 | 1–3 | 1–2 | 0–0 | 0–0 | 2–0 | 1–2 | 1–1 | 3–2 | 2–3 | 3–0 | 1–1 | 1–2 | 1–0 | 1–1 | 1–1 | 3–3 |
| Burnley                 | 1–1 | 3–2 | 1–1 | —   | 0–3 | 1–0 | 1–1 | 1–1 | 0–4 | 1–1 | 0–3 | 0–2 | 0–1 | 1–2 | 1–0 | 0–1 | 0–1 | 0–0 | 1–2 | 2–1 |
| Chelsea                 | 0–1 | 1–1 | 0–0 | 2–0 | —   | 4–0 | 2–0 | 2–0 | 3–1 | 2–1 | 0–2 | 1–3 | 0–0 | 2–0 | 4–1 | 3–3 | 0–0 | 2–5 | 3–0 | 0–0 |
| Crystal Palace          | 1–3 | 3–2 | 1–1 | 0–3 | 1–4 | —   | 1–2 | 0–0 | 4–1 | 1–1 | 0–7 | 0–2 | 0–0 | 0–2 | 2–0 | 1–0 | 1–1 | 1–0 | 2–3 | 1–0 |
| Everton                 | 2–1 | 1–2 | 4–2 | 1–2 | 1–0 | 1–1 | —   | 0–2 | 0–1 | 1–1 | 2–2 | 1–3 | 1–3 | 0–2 | 0–1 | 1–0 | 2–2 | 5–2 | 0–1 | 1–0 |
| Fulham                  | 0–3 | 0–3 | 0–0 | 0–2 | 0–1 | 1–2 | 2–3 | —   | 1–2 | 0–2 | 1–1 | 0–3 | 1–2 | 0–2 | 1–0 | 0–0 | 0–1 | 2–0 | 0–0 | 0–1 |
| Leeds United            | 0–0 | 0–1 | 0–1 | 1–0 | 0–0 | 2–0 | 1–2 | 4–3 | —   | 1–4 | 1–1 | 1–1 | 0–0 | 5–2 | 2–1 | 3–0 | 3–1 | 3–1 | 1–2 | 0–1 |
| Leicester City          | 1–3 | 0–1 | 3–0 | 4–2 | 2–0 | 2–1 | 0–2 | 1–2 | 1–3 | —   | 3–1 | 0–2 | 2–2 | 2–4 | 5–0 | 2–0 | 2–4 | 3–0 | 0–3 | 1–0 |
| Liverpool               | 3–1 | 2–1 | 0–1 | 0–1 | 0–1 | 2–0 | 0–2 | 0–1 | 4–3 | 3–0 | —   | 1–4 | 0–0 | 1–1 | 2–1 | 2–0 | 2–1 | 1–1 | 2–1 | 4–0 |
| Manchester City         | 1–0 | 2–0 | 1–0 | 5–0 | 1–2 | 4–0 | 5–0 | 2–0 | 1–2 | 2–5 | 1–1 | —   | 0–2 | 2–0 | 1–0 | 5–2 | 3–0 | 1–1 | 2–1 | 4–1 |
| Manchester United       | 0–1 | 2–1 | 2–1 | 3–1 | 0–0 | 1–3 | 3–3 | 1–1 | 6–2 | 1–2 | 2–4 | 0–0 | —   | 3–1 | 1–2 | 9–0 | 1–6 | 1–0 | 1–0 | 1–0 |
| Newcastle United        | 0–2 | 1–1 | 0–3 | 3–1 | 0–2 | 1–2 | 2–1 | 1–1 | 1–2 | 1–2 | 0–0 | 3–4 | 1–4 | —   | 1–0 | 3–2 | 2–2 | 2–1 | 3–2 | 1–1 |
| Sheffield United        | 0–3 | 1–0 | 1–0 | 1–0 | 1–2 | 0–2 | 0–1 | 1–1 | 0–1 | 1–2 | 0–2 | 0–1 | 2–3 | 1–0 | —   | 0–2 | 1–3 | 2–1 | 0–1 | 0–2 |
| Southampton             | 1–3 | 0–1 | 1–2 | 3–2 | 1–1 | 3–1 | 2–0 | 3–1 | 0–2 | 1–1 | 1–0 | 0–1 | 2–3 | 2–0 | 3–0 | —   | 2–5 | 2–0 | 0–0 | 1–2 |
| Tottenham Hotspur       | 2–0 | 1–2 | 2–1 | 4–0 | 0–1 | 4–1 | 0–1 | 1–1 | 3–0 | 0–2 | 1–3 | 2–0 | 1–3 | 1–1 | 4–0 | 2–1 | —   | 2–0 | 3–3 | 2–0 |
| West Bromwich Albion    | 0–4 | 0–3 | 1–0 | 0–0 | 3–3 | 1–5 | 0–1 | 2–2 | 0–5 | 0–3 | 1–2 | 0–5 | 1–1 | 0–0 | 1–0 | 3–0 | 0–1 | —   | 1–3 | 1–1 |
| West Ham United         | 3–3 | 2–1 | 2–2 | 1–0 | 0–1 | 1–1 | 0–1 | 1–0 | 2–0 | 3–2 | 1–3 | 1–1 | 1–3 | 0–2 | 3–0 | 3–0 | 2–1 | 2–1 | —   | 4–0 |
| Wolverhampton Wanderers | 2–1 | 0–1 | 2–1 | 0–4 | 2–1 | 2–0 | 1–2 | 1–0 | 1–0 | 0–0 | 0–1 | 1–3 | 1–2 | 1–1 | 1–0 | 1–1 | 1–1 | 2–3 | 2–3 | —   |

## Thống kê mùa giải

### Ghi bàn

#### Các cầu thủ ghi bàn hàng đầu

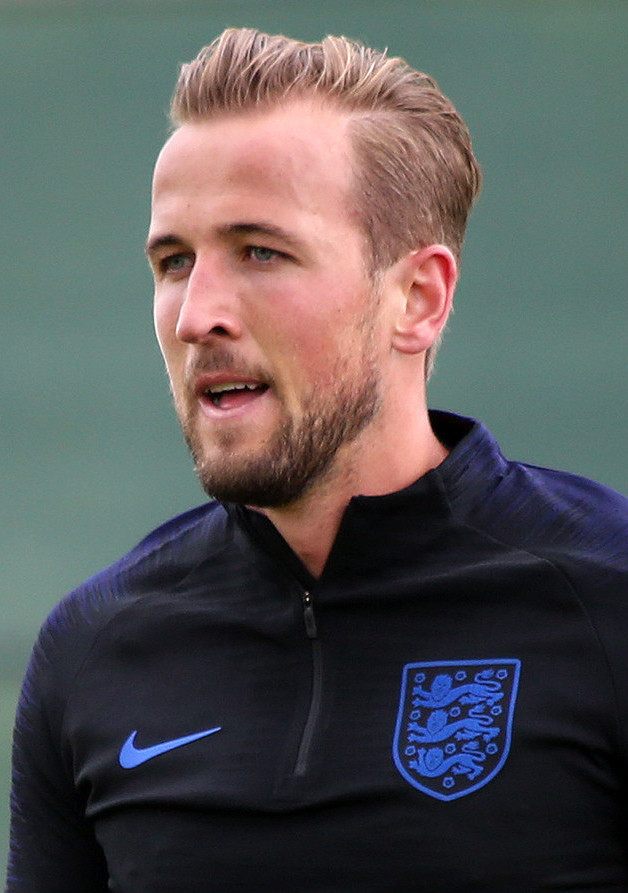
Harry Kane giành Chiếc giày vàng Giải bóng đá Ngoại hạng Anh thứ ba nhờ ghi 23 bàn trong 35 trận đấu. Anh cũng trở thành cầu thủ đầu tiên có nhiều kiến tạo nhất trong cùng mùa giải với 14 pha kiến tạo.

| Hạng | Cầu thủ               | Câu lạc bộ        | Số bàn thắng |
| ---- | --------------------- | ----------------- | ------------ |
| 1    | Harry Kane            | Tottenham Hotspur | 23           |
| 2    | Mohamed Salah         | Liverpool         | 22           |
| 3    | Bruno Fernandes       | Manchester United | 18           |
| 4    | Patrick Bamford       | Leeds United      | 17           |
| 4    | Son Heung-min         | Tottenham Hotspur | 17           |
| 6    | Dominic Calvert-Lewin | Everton           | 16           |
| 7    | Jamie Vardy           | Leicester City    | 15           |
| 8    | Ollie Watkins         | Aston Villa       | 14           |
| 9    | İlkay Gündoğan        | Manchester City   | 13           |
| 9    | Alexandre Lacazette   | Arsenal           | 13           |

#### Hat-trick
| Cầu thủ                   | Ghi bàn cho       | Đối đầu với             | Kết quả | Ngày                 |
| ------------------------- | ----------------- | ----------------------- | ------- | -------------------- |
| Mohamed Salah             | Liverpool         | Leeds United            | 4–3 (N) | 12 tháng 9 năm 2020  |
| Dominic Calvert-Lewin     | Everton           | West Bromwich Albion    | 5–2 (N) | 19 tháng 9 năm 2020  |
| Son Heung-min4            | Tottenham Hotspur | Southampton             | 5–2 (K) | 20 tháng 9 năm 2020  |
| Jamie Vardy               | Leicester City    | Manchester City         | 5–2 (K) | 27 tháng 9 năm 2020  |
| Ollie Watkins             | Aston Villa       | Liverpool               | 7–2 (N) | 4 tháng 10 năm 2020  |
| Patrick Bamford           | Leeds United      | Aston Villa             | 3–0 (K) | 23 tháng 10 năm 2020 |
| Riyad Mahrez              | Manchester City   | Burnley                 | 5–0 (N) | 28 tháng 11 năm 2020 |
| Pierre-Emerick Aubameyang | Arsenal           | Leeds United            | 4–2 (N) | 14 tháng 2 năm 2021  |
| Kelechi Iheanacho         | Leicester City    | Sheffield United        | 5–0 (N) | 14 tháng 3 năm 2021  |
| Chris Wood                | Burnley           | Wolverhampton Wanderers | 4–0 (K) | 25 tháng 4 năm 2021  |
| Gareth Bale               | Tottenham Hotspur | Sheffield United        | 4–0 (N) | 2 tháng 5 năm 2021   |
| Ferran Torres             | Manchester City   | Newcastle United        | 4–3 (K) | 14 tháng 5 năm 2021  |

Ghi chú
4 Cầu thủ ghi 4 bàn
(N) – Đội nhà
(K) – Đội khách

#### Nhiều kiến tạo nhất
| Hạng | Cầu thủ         | Câu lạc bộ               | Số pha kiến tạo |
| ---- | --------------- | ------------------------ | --------------- |
| 1    | Harry Kane      | Tottenham Hotspur        | 14              |
| 2    | Kevin De Bruyne | Manchester City          | 12              |
| 2    | Bruno Fernandes | Manchester United        | 12              |
| 4    | Jack Grealish   | Aston Villa              | 10              |
| 4    | Son Heung-min   | Tottenham Hotspur        | 10              |
| 6    | Raphinha        | Leeds United             | 9               |
| 6    | Marcus Rashford | Manchester United        | 9               |
| 6    | Jamie Vardy     | Leicester City           | 9               |
| 9    | Aaron Cresswell | West Ham United          | 8               |
| 9    | Pascal Groß     | Brighton and Hove Albion | 8               |
| 9    | Jack Harrison   | Leeds United             | 8               |
| 9    | Timo Werner     | Chelsea                  | 8               |

### Số trận giữ sạch lưới

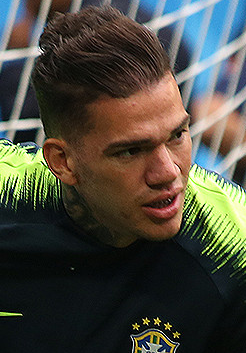
Ederson giành Găng tay vàng Giải bóng đá Ngoại hạng Anh sau khi giữ sạch lưới 19 trận cho Manchester City.

| Hạng | Cầu thủ           | Câu lạc bộ              | Số trận giữ sạch lưới |
| ---- | ----------------- | ----------------------- | --------------------- |
| 1    | Ederson           | Manchester City         | 19                    |
| 2    | Édouard Mendy     | Chelsea                 | 16                    |
| 3    | Emiliano Martínez | Aston Villa             | 15                    |
| 4    | Hugo Lloris       | Tottenham Hotspur       | 12                    |
| 5    | Bernd Leno        | Arsenal                 | 11                    |
| 5    | Illan Meslier     | Leeds United            | 11                    |
| 5    | Nick Pope         | Burnley                 | 11                    |
| 5    | Kasper Schmeichel | Leicester City          | 11                    |
| 9    | Alisson           | Liverpool               | 10                    |
| 9    | Łukasz Fabiański  | West Ham United         | 10                    |
| 9    | Rui Patrício      | Wolverhampton Wanderers | 10                    |
| 9    | Jordan Pickford   | Everton                 | 10                    |
| 9    | Robert Sánchez    | Brighton & Hove Albion  | 10                    |

### Kỷ luật

#### Cầu thủ
- Nhận nhiều thẻ vàng nhất: 11[84]
  -  Harry Maguire (Manchester United)
  -  John McGinn (Aston Villa)

- Nhận nhiều thẻ đỏ nhất: 2[85]
  -  Lewis Dunk (Brighton & Hove Albion)

#### Câu lạc bộ
- Nhận nhiều thẻ vàng nhất: 70[86]
  - Sheffield United

- Nhận nhiều thẻ đỏ nhất: 6[87]
  - Brighton & Hove Albion

## Giải thưởng

### Giải thưởng hàng tháng
| Tháng    | HLV xuất sắc nhất tháng | HLV xuất sắc nhất tháng | Cầu thủ xuất sắc nhất tháng | Cầu thủ xuất sắc nhất tháng | Bàn thắng đẹp nhất tháng | Bàn thắng đẹp nhất tháng | Tham khảo               |
| Tháng    | Huấn luyện viên         | Câu lạc bộ              | Cầu thủ                     | Câu lạc bộ                  | Cầu thủ                  | Câu lạc bộ               | Tham khảo               |
| -------- | ----------------------- | ----------------------- | --------------------------- | --------------------------- | ------------------------ | ------------------------ | ----------------------- |
| Tháng 9  | Carlo Ancelotti         | Everton                 | Dominic Calvert-Lewin       | Everton                     | James Maddison           | Leicester City           | [ 88 ] [ 89 ] [ 90 ]    |
| Tháng 10 | Nuno Espírito Santo     | Wolverhampton Wanderers | Son Heung-min               | Tottenham Hotspur           | Manuel Lanzini           | West Ham United          | [ 91 ] [ 92 ] [ 93 ]    |
| Tháng 11 | José Mourinho           | Tottenham Hotspur       | Bruno Fernandes             | Manchester United           | Ola Aina                 | Fulham                   | [ 94 ] [ 95 ] [ 96 ]    |
| Tháng 12 | Dean Smith              | Aston Villa             | Bruno Fernandes             | Manchester United           | Sébastien Haller         | West Ham United          | [ 97 ] [ 98 ] [ 99 ]    |
| Tháng 1  | Pep Guardiola           | Manchester City         | İlkay Gündoğan              | Manchester City             | Mohamed Salah            | Liverpool                | [ 100 ] [ 101 ] [ 102 ] |
| Tháng 2  | Pep Guardiola           | Manchester City         | İlkay Gündoğan              | Manchester City             | Bruno Fernandes          | Manchester United        | [ 103 ] [ 104 ] [ 105 ] |
| Tháng 3  | Thomas Tuchel           | Chelsea                 | Kelechi Iheanacho           | Leicester City              | Erik Lamela              | Tottenham Hotspur        | [ 106 ] [ 107 ] [ 108 ] |
| Tháng 4  | Steve Bruce             | Newcastle United        | Jesse Lingard               | West Ham United             | Jesse Lingard            | West Ham United          | [ 109 ] [ 110 ] [ 111 ] |